# Nekrolog Oktober 2001
Nekrolog
◄◄
| ◄
| 1997
| 1998
| 1999
| 2000
| 2001 | 2002 | 2003 | 2004 | 2005 | ► | ►►
Januar |
Februar |
März |
April |
Mai |
Juni |
Juli |
August |
September |
Oktober |
November |
Dezember 2001
Weitere Ereignisse | Allgemeiner Nekrolog 2001
Die Beschreibung der verstorbenen Person sollte so kurz wie möglich gehalten sein und nur deren signifikante Tätigkeit(en) enthalten.
Neue Namen ggf. auch unter dem Geburts- und Sterbedatum, also etwa unter 1. Januar und im Geburts- und Sterbejahr (2024) eintragen (nur bei entsprechender großer Wichtigkeit). Für Beispiele siehe die schon vorhandenen Artikel.
Außerdem über die fünf zuletzt Verstorbenen, zu denen es einen ausreichend guten Artikel für eine Präsentation auf der Hauptseite gibt, nach der todesbedingten Überarbeitung der Artikel ggf. auch unter Wikipedia Diskussion:Hauptseite informieren und sie am besten auch in den anderen Wikipedia-Sprachversionen eintragen. Tipp: Regelmäßig bei news.google.de nach „ist tot“, „gestorben“ oder „verstorben“ suchen.
Wenn eine Person gestorben ist, gibt es viele Seiten zu dieser Person in der Wikipedia, die davon auch betroffen sind und entsprechend aktualisiert werden müssen. Beispiele: Namenübersichtsseite, Geburtsjahr, Geburtsort-Seiten und viele mehr.
Wie finde ich die betroffenen Seiten?
Im Suchfeld auf der linken Seite gibt man den Suchbegriff so ein: „Vorname Nachname“. Dann klickt man auf Volltext und alle Seiten mit entsprechendem Suchtext werden aufgerufen. Hier sieht man dann schnell, wo auch das Todesjahr Sinn macht oder sogar ein Teil des Artikels angepasst werden muss. Auch hilft das „Werkzeug“ auf der linken Seite sehr gut, um solche Seiten aufzufinden: „Links auf diese Seite“. Somit ist die Wikipedia wieder aktuell in allen Bereichen! Hinweis: bei Eintragung der Kategorie „Gestorben JAHR“ wird der Missbrauchsfilter 49 ausgelöst, was jedoch nicht schlimm ist. Siehe: Spezial:Missbrauchsfilter/49
Dies ist eine Liste von im Oktober 2001 verstorbenen bekannten Persönlichkeiten. Die Einträge erfolgen innerhalb der einzelnen Daten alphabetisch sortiert. Tiere sind im Nekrolog für Tiere zu finden.

## Oktober
| Tag         | Name                            | Beruf, bekannt als                                                                                              | Alter | Beleg |
| ----------- | ------------------------------- | --- | ----- | ----- |
| 1. Oktober  | Günter Blümlein                 | deutscher Unternehmer                                                                                           | 58    |       |
| 1. Oktober  | Gudrun Kockmann-Schadendorf     | deutsche Politikerin (SPD), MdL                                                                                 | 49    |       |
| 1. Oktober  | Erich Leyens                    | deutsch-US-amerikanischer Kaufmann, Autor und Überlebender des Holocaust                                        | 103   |       |
| 1. Oktober  | Karin Remsing                   | deutsche Schauspielerin                                                                                         | 73    |       |
| 1. Oktober  | Hans Schwemmer                  | deutscher Geistlicher, päpstlicher Diplomat und Titularerzbischof                                               | 56    |       |
| 2. Oktober  | Manny Albam                     | US-amerikanischer Jazz-Baritonsaxophonist und Arrangeur                                                         | 79    |       |
| 2. Oktober  | Franz Biebl                     | deutscher Komponist                                                                                             | 95    |       |
| 2. Oktober  | Hein Blomberg                   | deutscher schleswig-holsteinischer Autor                                                                        | 86    |       |
| 2. Oktober  | Oldřich Lajsek                  | tschechischer Maler, Designer, Graphiker und Kunstlehrer                                                        | 76    |       |
| 2. Oktober  | Fernando Mendes                 | portugiesischer Radrennfahrer                                                                                   | 55    |       |
| 2. Oktober  | Məmməd Quliyev                  | sowjetisch-aserbaidschanischer Komponist                                                                        | 65    |       |
| 3. Oktober  | Herbert Coleman                 | US-amerikanischer Filmproduzent und Filmregisseur                                                               | 93    |       |
| 3. Oktober  | Walter Reichhold                | deutscher Diplomat und Autor                                                                                    | 97    |       |
| 3. Oktober  | Nils Schiørring                 | dänischer Musikwissenschaftler                                                                                  | 91    |       |
| 3. Oktober  | Rudolf Witzig                   | deutscher Militär, Luftlandepionieroffizier der Wehrmacht                                                       | 85    |       |
| 3. Oktober  | Helge Zimdal                    | schwedischer Architekt                                                                                          | 98    |       |
| 4. Oktober  | Les Anderson                    | US-amerikanischer Country-Musiker                                                                               | 80    |       |
| 4. Oktober  | George Claydon                  | britischer Filmschauspieler                                                                                     | 68    |       |
| 4. Oktober  | John Collins                    | US-amerikanischer Jazzgitarrist                                                                                 | 88    |       |
| 4. Oktober  | Enno Freerksen                  | deutscher Anatom und Hochschullehrer                                                                            | 91    |       |
| 4. Oktober  | Al Ham                          | US-amerikanischer Komponist, Musiker und Arrangeur                                                              | 76    |       |
| 4. Oktober  | Konrad Hammacher                | deutscher Mediziner, Hochschullehrer für Gynäkologie und Geburtshilfe                                           | 73    |       |
| 5. Oktober  | Franz Bauer                     | deutscher Forstmann und Journalist                                                                              | 78    |       |
| 5. Oktober  | Ivan Hrušovský                  | slowakischer Komponist, Musikwissenschaftler und Musikpädagoge                                                  | 74    |       |
| 5. Oktober  | Jurgis Karnavičius senior       | litauischer Pianist, Musikpädagoge und Hochschullehrer                                                          | 89    |       |
| 5. Oktober  | Jan Lenica                      | polnischer Grafiker                                                                                             | 73    |       |
| 5. Oktober  | Mike Mansfield                  | US-amerikanischer Politiker                                                                                     | 98    |       |
| 5. Oktober  | Egbert van ’t Oever             | niederländischer Eisschnellläufer                                                                               | 74    |       |
| 5. Oktober  | Emilie Schindler                | deutsche Unternehmergattin, Ehefrau von Oskar Schindler                                                         | 93    |       |
| 5. Oktober  | Joseph Stone                    | kanadisch-US-amerikanischer Drehbuchautor, Box-Schiedsrichter und Professor für Englisch                        | 87    |       |
| 5. Oktober  | Zoltán Székely                  | ungarischer Violinist und Komponist                                                                             | 97    |       |
| 5. Oktober  | James W. Wilson                 | US-amerikanischer Offizier, Generalleutnant der US Air Force                                                    | 84    |       |
| 6. Oktober  | Miguel Bonano                   | argentinischer Bandoneonist, Bandleader und Tangokomponist                                                      | 94    |       |
| 6. Oktober  | Jürgen Dahl                     | deutscher Buchhändler, Journalist und Autor                                                                     | 71    |       |
| 6. Oktober  | Shlomo Dragon                   | polnisch-israelischer Überlebender des Sonderkommandos des KZ Auschwitz-Birkenau                                | 79    |       |
| 6. Oktober  | Alfred Jensch                   | deutscher Astronom und Konstrukteur                                                                             | 89    |       |
| 7. Oktober  | Chris Adams                     | englischer Wrestler und Judoka                                                                                  | 46    |       |
| 7. Oktober  | Hans-Jürgen Augstein            | deutscher Politiker (SPD) und MdB                                                                               | 76    |       |
| 7. Oktober  | Herbert Lawrence Block          | US-amerikanischer Karikaturist                                                                                  | 91    |       |
| 7. Oktober  | Stewart Imlach                  | schottischer Fußballspieler und -trainer                                                                        | 69    |       |
| 7. Oktober  | Jimmie Logsdon                  | US-amerikanischer Country- und Rockabilly-Musiker                                                               | 79    |       |
| 7. Oktober  | Ilse-Margret Vogel              | deutsch-US-amerikanische Schriftstellerin                                                                       | 87    |       |
| 8. Oktober  | Mongo Beti                      | kamerunischer Schriftsteller und Kritiker des Neokolonialismus                                                  | 69    |       |
| 8. Oktober  | Bernd Böttcher                  | deutscher Bürgerrechtler, Umwelt- und Friedensaktivist, Schriftsteller und Landwirt                             | 45    |       |
| 8. Oktober  | Jonny Buchardt                  | deutscher Schauspieler, Komiker und Conférencier                                                                | 76    |       |
| 8. Oktober  | Javed Iqbal                     | pakistanischer Serienmörder                                                                                     | 45    |       |
| 8. Oktober  | Dietrich Körner                 | deutscher Schauspieler                                                                                          | 71    |       |
| 8. Oktober  | Dmitri Stepanowitsch Poljanski  | sowjetischer Politiker                                                                                          | 83    |       |
| 8. Oktober  | Albert Schlagbauer              | deutscher Pädagoge                                                                                              |       |       |
| 8. Oktober  | Arnold Thill                    | deutscher Politiker (SPD), MdBB                                                                                 | 87    |       |
| 8. Oktober  | Angelo Varetto                  | italienischer Radrennfahrer                                                                                     | 91    |       |
| 9. Oktober  | George Oliver Benton            | US-amerikanischer Politiker                                                                                     | 86    |       |
| 9. Oktober  | Judita Čeřovská                 | deutsch-tschechische Pop- und Chansonsängerin                                                                   | 72    |       |
| 9. Oktober  | José Porfirio Miranda           | mexikanischer Theologe, Philosoph, Autor und Hochschullehrer                                                    | 77    |       |
| 9. Oktober  | Herbert Ross                    | US-amerikanischer Choreograf und Filmregisseur                                                                  | 74    |       |
| 9. Oktober  | Károly Simonyi                  | ungarischer Hochschullehrer für Theoretische Elektrotechnik, Fachbuchautor                                      | 84    |       |
| 10. Oktober | Klaus Bergatt                   | deutscher Schauspieler und Synchronsprecher                                                                     |       |       |
| 10. Oktober | Ewgeni Charadse                 | georgischer Astronom und Hochschullehrer                                                                        | 93    |       |
| 10. Oktober | Eddie Futch                     | US-amerikanischer Boxer und Boxtrainer                                                                          | 90    |       |
| 10. Oktober | Luis Antonio García Navarro     | spanischer Dirigent                                                                                             | 60    |       |
| 10. Oktober | Cal Gardner                     | kanadischer Eishockeyspieler und -trainer                                                                       | 76    |       |
| 10. Oktober | Wilhelm Gerhards                | deutscher Bildhauer                                                                                             | 67    |       |
| 10. Oktober | Fritz Grunert                   | deutscher Politiker (SPD), MdL                                                                                  | 70    |       |
| 10. Oktober | Wilhelm Lewicki                 | deutscher Unternehmer und Förderer der Wissenschaftsgeschichte                                                  | 66    |       |
| 10. Oktober | Wassili Pawlowitsch Mischin     | sowjetischer Wissenschaftler und Raketenpionier                                                                 | 84    |       |
| 10. Oktober | Gabriele Wülker                 | deutsche Sozialwissenschaftlerin und Politikerin                                                                | 90    |       |
| 10. Oktober | Joachim von Zedtwitz            | staatenloser Widerstandskämpfer gegen den Nationalsozialismus, Gerechter unter den Völkern                      | 91    |       |
| 11. Oktober | Nada Mamula                     | jugoslawische Sängerin                                                                                          | 74    |       |
| 11. Oktober | Billy Maxted                    | US-amerikanischer Jazzpianist und Arrangeur                                                                     | 84    |       |
| 11. Oktober | Hans Möller                     | deutscher Maler, Grafiker und Illustrator                                                                       | 86    |       |
| 11. Oktober | Beni Montresor                  | italienischer Bühnenbildner, Regisseur und Zeichner                                                             | 75    |       |
| 11. Oktober | Fred Müller                     | deutscher Kommunist, Widerstandskämpfer, Polizeioffizier und Sportfunktionär                                    | 88    |       |
| 11. Oktober | Martin Schwab                   | deutscher Erziehungswissenschaftler und Hochschullehrer                                                         | 78    |       |
| 11. Oktober | Frank Spedding                  | britischer Komponist und Musiktheoretiker                                                                       | 72    |       |
| 11. Oktober | Otis Young                      | US-amerikanischer Schauspieler und Friedensaktivist                                                             | 69    |       |
| 12. Oktober | Paul Haffner                    | deutscher Botaniker, Lehrer und Naturschützer                                                                   | 96    |       |
| 12. Oktober | Jay Humeston                    | US-amerikanischer Cellist                                                                                       | 56    |       |
| 12. Oktober | Roger de Bryon-Faes             | australischer Politiker und Arzt, Mitglied des Parlaments von New South Wales                                   | 87    |       |
| 12. Oktober | Quintin McGarel Hogg            | britischer Jurist und Politiker (Conservative Party), Mitglied des House of Commons                             | 94    |       |
| 12. Oktober | Henry Kolarz                    | deutscher Journalist, Schriftsteller und Drehbuchautor                                                          | 74    |       |
| 12. Oktober | Heinz Kühnle                    | deutscher Marineoffizier, zuletzt Vizeadmiral                                                                   | 86    |       |
| 12. Oktober | Anton Detlev von Plato          | deutscher Generalleutnant der Bundeswehr                                                                        | 91    |       |
| 12. Oktober | José Próspero da Ascensão Puaty | angolanischer Geistlicher, römisch-katholischer Bischof von Lwena                                               | 73    |       |
| 12. Oktober | Witold Szalonek                 | polnischer Komponist                                                                                            | 74    |       |
| 13. Oktober | Jean Daninos                    | französischer Unternehmer und Autokonstrukteur                                                                  | 94    |       |
| 13. Oktober | Fritz Fromm                     | deutscher Handballspieler                                                                                       | 88    |       |
| 13. Oktober | Anselmo Grau                    | uruguayischer Dirigent                                                                                          | 70    |       |
| 13. Oktober | Willi Habermann                 | schwäbischer Mundart-Dichter                                                                                    | 79    |       |
| 13. Oktober | Kurt Hacker                     | österreichischer Widerstandskämpfer, Auschwitzüberlebender, Jurist und Zeitzeuge                                | 80    |       |
| 13. Oktober | Hermann Kloss                   | deutscher Orgelbauer                                                                                            | 70    |       |
| 13. Oktober | Raoul Kraushaar                 | US-amerikanischer Komponist                                                                                     | 93    |       |
| 13. Oktober | Olga Arsenjewna Oleinik         | russische Mathematikerin und Hochschullehrer                                                                    | 76    |       |
| 13. Oktober | Kurt Seifert                    | deutscher Tischtennisspieler                                                                                    | 82    |       |
| 13. Oktober | Horst Skodlerrak                | deutscher Maler                                                                                                 | 81    |       |
| 14. Oktober | Walther-Peer Fellgiebel         | deutscher Offizier, Manager und Autor                                                                           | 83    |       |
| 14. Oktober | Vernon Harrison                 | englischer Physiker und Experte für Fälschungsfragen                                                            | 89    |       |
| 14. Oktober | David Kellogg Lewis             | US-amerikanischer Philosoph                                                                                     | 60    |       |
| 14. Oktober | Erika Mitterer                  | österreichische Schriftstellerin                                                                                | 95    |       |
| 14. Oktober | Gretty Rubinstein               | rumänisch-israelische Malerin, Graphikerin und Illustratorin                                                    | 54    |       |
| 14. Oktober | Robert Schläpfer                | Schweizer Sprachwissenschaftler                                                                                 | 77    |       |
| 14. Oktober | Dietrich Starck                 | deutscher Arzt und Biologe                                                                                      | 93    |       |
| 14. Oktober | Zhang Xueliang                  | chinesischer Warlord                                                                                            | 100   |       |
| 15. Oktober | Lieve Baeten                    | belgische Kinderbuchautorin und Illustratorin                                                                   | 46    |       |
| 15. Oktober | Jean Laurent                    | belgischer Violinist und Musikpädagoge                                                                          | 92    |       |
| 15. Oktober | Heinrich Josef Leuthold         | Schweizer Komponist und Dirigent                                                                                | 91    |       |
| 15. Oktober | Ralph Levy                      | US-amerikanischer Filmregisseur und Fernsehproduzent                                                            | 81    |       |
| 15. Oktober | Edmund Plambeck                 | deutscher Unternehmer, Sportfunktionär und Mäzen                                                                | 88    |       |
| 15. Oktober | Robert R. Rutledge              | US-amerikanischer Tontechniker                                                                                  | 53    |       |
| 15. Oktober | Janet Shaw                      | US-amerikanische Schauspielerin                                                                                 | 82    |       |
| 15. Oktober | Bent Tomtum                     | norwegischer Skispringer                                                                                        | 52    |       |
| 15. Oktober | Birgit Vennesland               | norwegisch-US-amerikanische Biochemikerin                                                                       | 87    |       |
| 16. Oktober | Gotthold Gloger                 | deutscher Schriftsteller und Maler                                                                              | 77    |       |
| 16. Oktober | Johannes Hildisch               | deutscher Architekt und Numismatiker                                                                            | 78    |       |
| 16. Oktober | Etta Jones                      | US-amerikanische Jazzsängerin                                                                                   | 72    |       |
| 16. Oktober | Frieder Nögge                   | deutscher Clown, Bühnenkünstler, Regisseur und Poet                                                             | 46    |       |
| 16. Oktober | Juri Nikolajewitsch Oserow      | russischer Regisseur                                                                                            | 80    |       |
| 16. Oktober | Tonio Trzebinski                | kenianischer bildender Künstler                                                                                 |       |       |
| 16. Oktober | Uwe Hans Wilken                 | deutscher Schriftsteller                                                                                        | 64    |       |
| 17. Oktober | Reinhold Cassirer               | deutsch-südafrikanischer Galerist                                                                               | 93    |       |
| 17. Oktober | Hermine Kubanek                 | österreichische Politikerin (SPÖ), Landtagsabgeordneter, Mitglied des Bundesrates                               | 84    |       |
| 17. Oktober | Jay Livingston                  | US-amerikanischer Songwriter                                                                                    | 86    |       |
| 17. Oktober | Araquem de Melo                 | brasilianischer Fußballspieler und -lehrer                                                                      | 57    |       |
| 17. Oktober | Jochen Schmidt                  | deutscher Schauspieler, Regisseur und Hörspielsprecher                                                          | 73    |       |
| 17. Oktober | Jack Smith                      | US-amerikanischer NASCAR-Rennfahrer                                                                             | 77    |       |
| 17. Oktober | Manuel Valdés Larrañaga         | spanischer Sportfunktionär, Faschist und Diplomat                                                               | 92    |       |
| 17. Oktober | Werner Winter                   | Schweizer Raubtierdompteur                                                                                      | 77    |       |
| 17. Oktober | Rechaw’am Ze’ewi                | israelischer General, Politiker und Historiker                                                                  | 75    |       |
| 18. Oktober | Earl Aycock                     | US-amerikanischer Country- und Rockabilly-Musiker                                                               | 70    |       |
| 18. Oktober | Tristano Bolelli                | italienischer Linguist, Romanist und Italianist                                                                 | 87    |       |
| 18. Oktober | Umberto Chiacchio               | italienischer Politiker                                                                                         | 71    |       |
| 18. Oktober | Jan Chrapek                     | polnischer Priester, Bischof von Radom, Weihbischof in Drohiczyn                                                | 53    |       |
| 18. Oktober | Savarinathen Iruthayaraj        | indischer Geistlicher, Bischof von Palayamkottai                                                                | 74    |       |
| 18. Oktober | János Kulka                     | ungarischer Dirigent und Komponist                                                                              | 71    |       |
| 18. Oktober | Walter Neidhart                 | Schweizer Theologieprofessor                                                                                    | 84    |       |
| 18. Oktober | Micheline Ostermeyer            | französische Leichtathletin und Pianistin                                                                       | 78    |       |
| 18. Oktober | Maurice Solway                  | kanadischer Geiger, Komponist und Musikpädagoge                                                                 | 95    |       |
| 18. Oktober | Arthur F. Utz                   | Schweizer katholischer Theologe und Sozialphilosoph                                                             | 93    |       |
| 18. Oktober | Beatrice Waghalter              | deutsch-US-amerikanische Sängerin (Sopran) und Geschäftsfrau                                                    | 87    |       |
| 19. Oktober | Bertha Barkhuff                 | US-amerikanische Badmintonspielerin                                                                             | 84    |       |
| 19. Oktober | Carlos Cerda                    | chilenischer Schriftsteller                                                                                     |       |       |
| 19. Oktober | Woody Dumart                    | kanadischer Eishockeyspieler                                                                                    | 84    |       |
| 19. Oktober | Norbert Karg                    | deutscher Vorderasiatischer Archäologe                                                                          | 46    |       |
| 19. Oktober | Jagernath Lachmon               | surinamischer Politiker                                                                                         | 85    |       |
| 19. Oktober | Ray Lovejoy                     | britischer Filmeditor                                                                                           | 62    |       |
| 19. Oktober | Luigi Mengoni                   | italienischer Jurist                                                                                            | 79    |       |
| 19. Oktober | Ernst Michl                     | deutscher Politiker (CSU), MdL                                                                                  | 66    |       |
| 19. Oktober | Eduard Wenk                     | Schweizer Geologe                                                                                               | 93    |       |
| 19. Oktober | Rolf Winkler                    | deutscher Bildhauer und Grafiker                                                                                | 70    |       |
| 20. Oktober | Philippe Agostini               | französischer Kameramann                                                                                        | 91    |       |
| 20. Oktober | Thomas Immoos                   | Schweizer römisch-katholischer Geistlicher, Hochschullehrer und Schriftsteller                                  | 83    |       |
| 20. Oktober | Theodor Kotulla                 | deutscher Regisseur, Drehbuchautor                                                                              | 73    |       |
| 20. Oktober | Henri Pellizza                  | französischer Tennis- und Badmintonspieler                                                                      | 81    |       |
| 20. Oktober | John H. Terry                   | US-amerikanischer Politiker                                                                                     | 76    |       |
| 21. Oktober | Ernst Anrich                    | deutscher Historiker und Nationalsozialist                                                                      | 95    |       |
| 21. Oktober | A. Machtelt Bolkestein          | niederländische Klassische Philologin mit Schwerpunkt lateinische Linguistik                                    | 57    |       |
| 21. Oktober | Heinz Bremer                    | deutscher Naturschützer, Biologe und Hochschullehrer                                                            | 70    |       |
| 21. Oktober | Jean-François Chiappe           | französischer Historiker und Publizist                                                                          | 69    |       |
| 21. Oktober | Michael Ulrich Dardenne         | deutscher Mediziner                                                                                             | 77    |       |
| 21. Oktober | Anna Maria Jokl                 | israelische deutschsprachige Schriftstellerin                                                                   | 90    |       |
| 21. Oktober | Mieczysław Kasprzycki           | polnischer Eishockeyspieler und -trainer                                                                        | 90    |       |
| 21. Oktober | Bodo Nischan                    | deutsch-US-amerikanischer Historiker                                                                            | 62    |       |
| 21. Oktober | Newell Oler                     | US-amerikanischer Pianist                                                                                       | 67    |       |
| 21. Oktober | John H. Plumb                   | britischer Schriftsteller und Historiker                                                                        | 90    |       |
| 21. Oktober | Robert Winley                   | US-amerikanischer Schauspieler                                                                                  | 48    |       |
| 22. Oktober | Cliff Adams                     | britischer Orchesterleiter, Sänger und Radiomoderator                                                           | 78    |       |
| 22. Oktober | Albert Ducrocq                  | französischer Kybernetiker, Mathematiker und Physiker, Forscher für Künstliche Intelligenz und Wissenschafts... | 80    |       |
| 22. Oktober | Jan Glastra van Loon            | niederländischer Rechtswissenschaftler und Politiker (D66)                                                      | 81    |       |
| 22. Oktober | Ernest Hilgard                  | US-amerikanischer Psychologe und Hypnoseforscher                                                                | 97    |       |
| 22. Oktober | Helmut Krackowizer              | österreichischer Motorrad-Rennfahrer und Fachmann für Motorradgeschichte                                        | 79    |       |
| 22. Oktober | Bertie Mee                      | englischer Fußballspieler und -trainer                                                                          | 82    |       |
| 22. Oktober | Cecil J. Nesbitt                | kanadisch-US-amerikanischer Mathematiker                                                                        | 89    |       |
| 22. Oktober | Georgi Michailowitsch Wizin     | sowjetischer und russischer Theater- und Filmschauspieler                                                       | 84    |       |
| 23. Oktober | Ken Aston                       | englischer Fußballschiedsrichter                                                                                | 86    |       |
| 23. Oktober | Tom Baker                       | australisch-US-amerikanischer Jazzmusiker                                                                       | 49    |       |
| 23. Oktober | Tilo Döring                     | deutscher Bergbauingenieur                                                                                      | 68    |       |
| 23. Oktober | Thomas N. Downing               | US-amerikanischer Politiker                                                                                     | 82    |       |
| 23. Oktober | Anzu Furukawa                   | japanische Butoh-Tänzerin und Performancekünstlerin                                                             | 49    |       |
| 23. Oktober | Udo Hirsch                      | deutscher Jazzpianist                                                                                           | 68    |       |
| 23. Oktober | Josh Kirby                      | britischer Zeichner und Künstler                                                                                | 72    |       |
| 23. Oktober | Ismat T. Kittani                | irakischer Diplomat                                                                                             | 72    |       |
| 23. Oktober | Armin Löwe                      | deutscher Pädaudiologe                                                                                          | 79    |       |
| 23. Oktober | Gerd Mehl                       | deutscher Sportreporter                                                                                         | 78    |       |
| 23. Oktober | Teofil Sałyga                   | polnischer Radrennfahrer                                                                                        | 78    |       |
| 23. Oktober | Linden Travers                  | britische Schauspielerin                                                                                        | 88    |       |
| 23. Oktober | Joachim Werzlau                 | deutscher Komponist                                                                                             | 88    |       |
| 23. Oktober | Daniel Wildenstein              | französischer Kunsthistoriker, Sammler und Kunsthändler                                                         | 84    |       |
| 24. Oktober | Kim Gardner                     | englischer Rockmusiker (Bass)                                                                                   | 53    |       |
| 24. Oktober | Wolf Rüdiger Heß                | deutscher Architekt, Sohn von Rudolf und Ilse Heß sowie Patenkind Adolf Hitlers                                 | 63    |       |
| 24. Oktober | Gustav Hesse                    | deutscher Militär, Vizeadmiral der Volksmarine                                                                  | 70    |       |
| 24. Oktober | Jaromil Jireš                   | tschechoslowakischer Regisseur und Drehbuchautor                                                                | 65    |       |
| 24. Oktober | Hilde Nöbl                      | österreichische Malerin                                                                                         | 89    |       |
| 24. Oktober | Hildegard Schimschok            | deutsche Politikerin (SPD), MdB                                                                                 | 88    |       |
| 24. Oktober | Seishirō Shimatani              | japanischer Fußballspieler und -trainer                                                                         | 62    |       |
| 24. Oktober | Justus Uder                     | deutscher Künstler                                                                                              | 89    |       |
| 25. Oktober | Roger De Neef                   | belgischer Radsportler                                                                                          | 95    |       |
| 25. Oktober | Soraya Esfandiary Bakhtiary     | iranische Adelige, Königin von Persien (1951–1958)                                                              | 69    |       |
| 25. Oktober | Alvan R. Feinstein              | US-amerikanischer Mediziner                                                                                     | 75    |       |
| 25. Oktober | Marvin Harris                   | US-amerikanischer Anthropologe                                                                                  | 74    |       |
| 25. Oktober | Ullrich Holland                 | deutscher Bildhauer                                                                                             | 51    |       |
| 26. Oktober | Agustín Albarracín Teulon       | spanischer Medizinhistoriker                                                                                    |       |       |
| 26. Oktober | Robert Bauser                   | deutscher Politiker (KPD)                                                                                       | 93    |       |
| 26. Oktober | Julia Ching                     | kanadische Sinologin chinesischer Herkunft, Professorin für Religion, Philosophie und Ostasienwissenschaften    | 67    |       |
| 26. Oktober | Alois Forer                     | österreichischer Organist und Hochschulprofessor                                                                | 92    |       |
| 26. Oktober | Waldemar Grube                  | deutscher Forstmann und Unternehmer                                                                             | 86    |       |
| 26. Oktober | Isaak Hakohen Halberstadt       | israelischer Rabbiner und Schriftgelehrter                                                                      | 79    |       |
| 26. Oktober | Rolf Momburg                    | deutscher Verwaltungsjurist                                                                                     | 72    |       |
| 26. Oktober | Gerald B. H. Solomon            | US-amerikanischer Politiker                                                                                     | 71    |       |
| 26. Oktober | Gerhard Wohlgemuth              | deutscher Komponist                                                                                             | 81    |       |
| 27. Oktober | Allan Coxon                     | britischer Klassischer Philologe                                                                                | 91    |       |
| 27. Oktober | Kurt Guter                      | deutscher Politiker (SED) und Jurist                                                                            | 80    |       |
| 27. Oktober | Richard Georg Plaschka          | österreichischer Historiker und Universitätsprofessor                                                           | 76    |       |
| 27. Oktober | Ferdinand Stark                 | deutscher Jurist und Politiker (CDU)                                                                            | 75    |       |
| 27. Oktober | Gottfried Swoboda               | deutscher katholischer Theologe, Publizist und Autor                                                            | 58    |       |
| 28. Oktober | Axel Guttmann                   | deutscher Bauunternehmer und Sammler antiker Waffen                                                             | 57    |       |
| 28. Oktober | Hans Hohenester                 | deutscher Bobfahrer und Sportfunktionär                                                                         | 84    |       |
| 28. Oktober | Larry Jost                      | US-amerikanischer Tontechniker                                                                                  | 80    |       |
| 28. Oktober | Dietmar Kamper                  | deutscher Philosoph, Schriftsteller und Kultursoziologe                                                         | 65    |       |
| 28. Oktober | Sandy Lehmann-Haupt             | US-amerikanischer Tonkünstler                                                                                   | 59    |       |
| 29. Oktober | Zdzisław Augustynek             | polnischer Philosoph                                                                                            | 75    |       |
| 29. Oktober | Nelli Bar                       | deutsche Bildhauerin                                                                                            | 97    |       |
| 29. Oktober | Yū Fujiwara                     | japanischer Kunsthandwerker und lebender Nationalschatz                                                         | 69    |       |
| 29. Oktober | Horst Gärtner                   | deutscher Mikrobiologe, Hygieniker und Hochschullehrer                                                          | 90    |       |
| 29. Oktober | Eva Graf                        | deutsche Tischtennisspielerin                                                                                   | 65    |       |
| 29. Oktober | Wolfgang Hefermehl              | deutscher Jurist und Professor an der Universität Heidelberg                                                    | 95    |       |
| 29. Oktober | Giuseppe Martino                | italienischer Radrennfahrer                                                                                     | 86    |       |
| 29. Oktober | Milorad B. Protić               | jugoslawischer Astronom                                                                                         | 90    |       |
| 29. Oktober | Herbert Raddatz                 | deutscher Fußballspieler                                                                                        | 87    |       |
| 29. Oktober | Spike Robinson                  | US-amerikanischer Elektroingenieur und Jazzmusiker (Tenorsaxophonist)                                           | 71    |       |
| 29. Oktober | Peter Seckelmann                | deutsch-britischer Schriftsteller                                                                               | 99    |       |
| 29. Oktober | Grigori Naumowitsch Tschuchrai  | sowjetischer Filmregisseur                                                                                      | 80    |       |
| 30. Oktober | Bruno Carstens                  | deutscher Schauspieler                                                                                          | 83    |       |
| 30. Oktober | Ernesto Maria Fiore             | italienischer Geistlicher, Kurienerzbischof der römisch-katholischen Kirche                                     | 83    |       |
| 30. Oktober | Ilse Kubaschewski               | deutsche Filmunternehmerin                                                                                      | 94    |       |
| 30. Oktober | Marga Legal                     | deutsche Schauspielerin und Politikerin (SED), MdV                                                              | 93    |       |
| 30. Oktober | Matsudaira Yoritsune            | japanischer Komponist                                                                                           | 94    |       |
| 30. Oktober | Harri Otsa                      | estnischer Komponist                                                                                            | 74    |       |
| 30. Oktober | Matthias Seefelder              | deutscher Industriemanager, Vorstandsvorsitzender der BASF AG                                                   | 81    |       |
| 30. Oktober | John Springer                   | US-amerikanischer Presseagent, Filmhistoriker und Schriftsteller                                                | 85    |       |
| 31. Oktober | Colin Campbell                  | kanadischer Videokünstler                                                                                       | 58    |       |
| 31. Oktober | Régine Cavagnoud                | französische Skirennläuferin                                                                                    | 31    |       |
| 31. Oktober | Lily Greenham                   | österreichisch-britische Op-Art-Künstlerin, Performerin und Komponistin                                         | 77    |       |
| 31. Oktober | Bill Le Sage                    | britischer Jazzpianist                                                                                          | 74    |       |
| 31. Oktober | Braj Kumar Nehru                | indischer Diplomat und Politiker                                                                                | 92    |       |
| 31. Oktober | Richard Martin Stern            | US-amerikanischer Schriftsteller                                                                                | 86    |       |
| 31. Oktober | Art Wall                        | US-amerikanischer Golfspieler                                                                                   | 77    |       |
| 31. Oktober | Walmor Battú Wichrowski         | brasilianischer Geistlicher, römisch-katholischer Bischof von Cruz Alta                                         | 81    |       |
| Oktober     | Giorgio Cavedon                 | italienischer Drehbuchautor und Filmregisseur                                                                   | 70    |       |
| Oktober     | Frank Reisner                   | ungarischer Automobilbauer und Gründer der Firma Intermeccanica                                                 | 69    |       |